# Rustenburg (Noord-Holland)

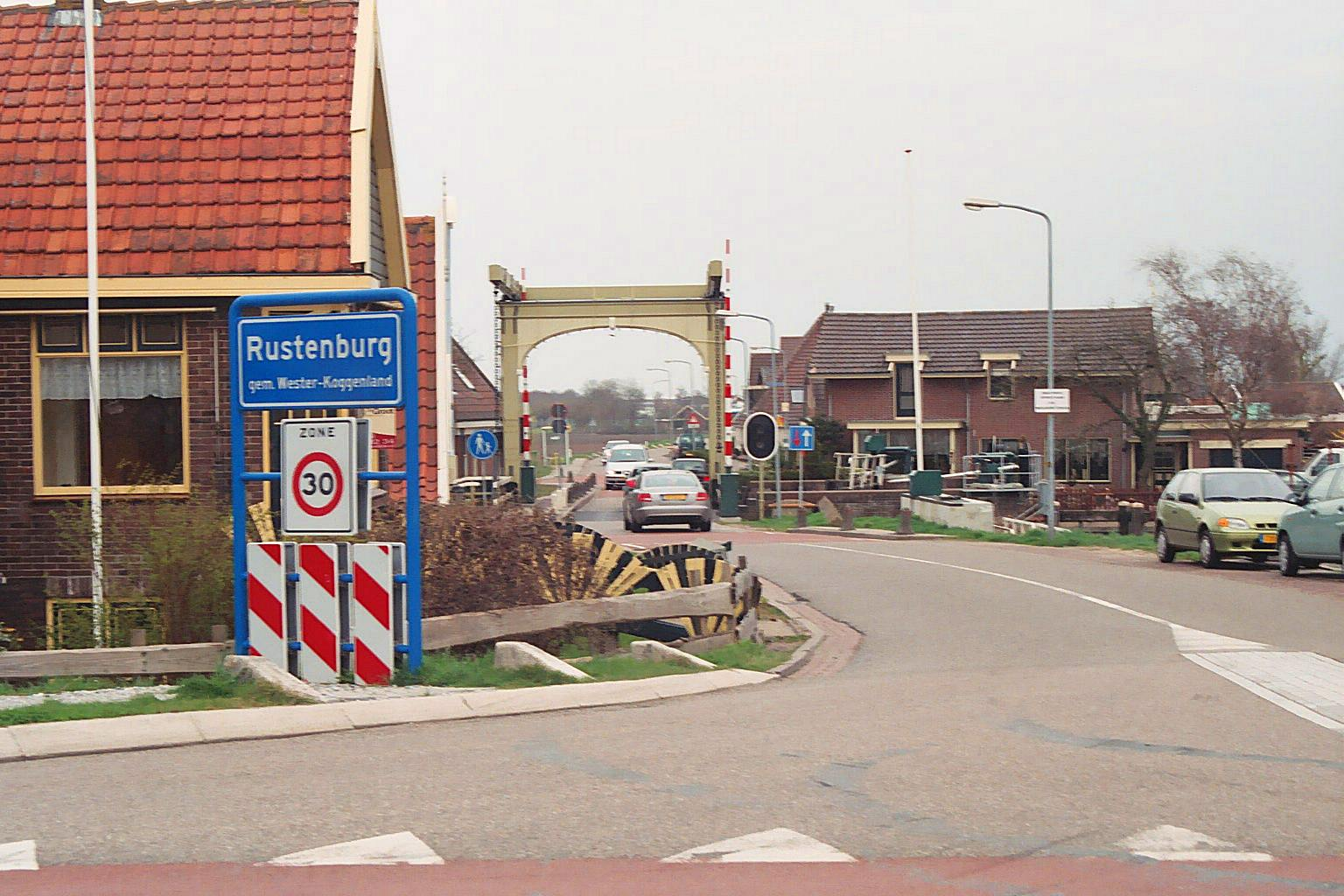
Rustenburg

Rustenburg is een dorp in de gemeente Koggenland, in de Nederlandse provincie Noord-Holland. Het dorp heeft 220 inwoners (2004).
Rustenburg behoorde tot 1 januari 1979 tot de gemeente Ursem. Van 1979 tot 2007 behoorde het tot de gemeente Wester-Koggenland, waarin de gemeente Ursem was opgegaan.
Rustenburg bestaat uit een doorgaande weg die naar Ursem leidt en kent twee zijstraten. De Rusterburgerweg leidt naar de plaatsen 't Kruis en Heerhugowaard net buiten de dorpskern evenals de dijkwegen Huygendijk (in de richting van Oterleek en de Oostdijk (in de richting van Draai en Hensbroek).
Het dorp zou ontstaan zijn als bewoning bij de herberg die gevestigd was bij de plaats waar de Ringvaart en de Schermer Vaart samenkomen. De plaats werd in 1573 genoemd als Ruistenburg en in 1639 als Rustenburch. Tegenwoordig is het dorp vooral bekend door de strijkmolens die bij het dorp staan. Rustenburg heeft ook een heel oude schutsluis die tot ongeveer 1995 handmatig werd bediend.

## Zie ook

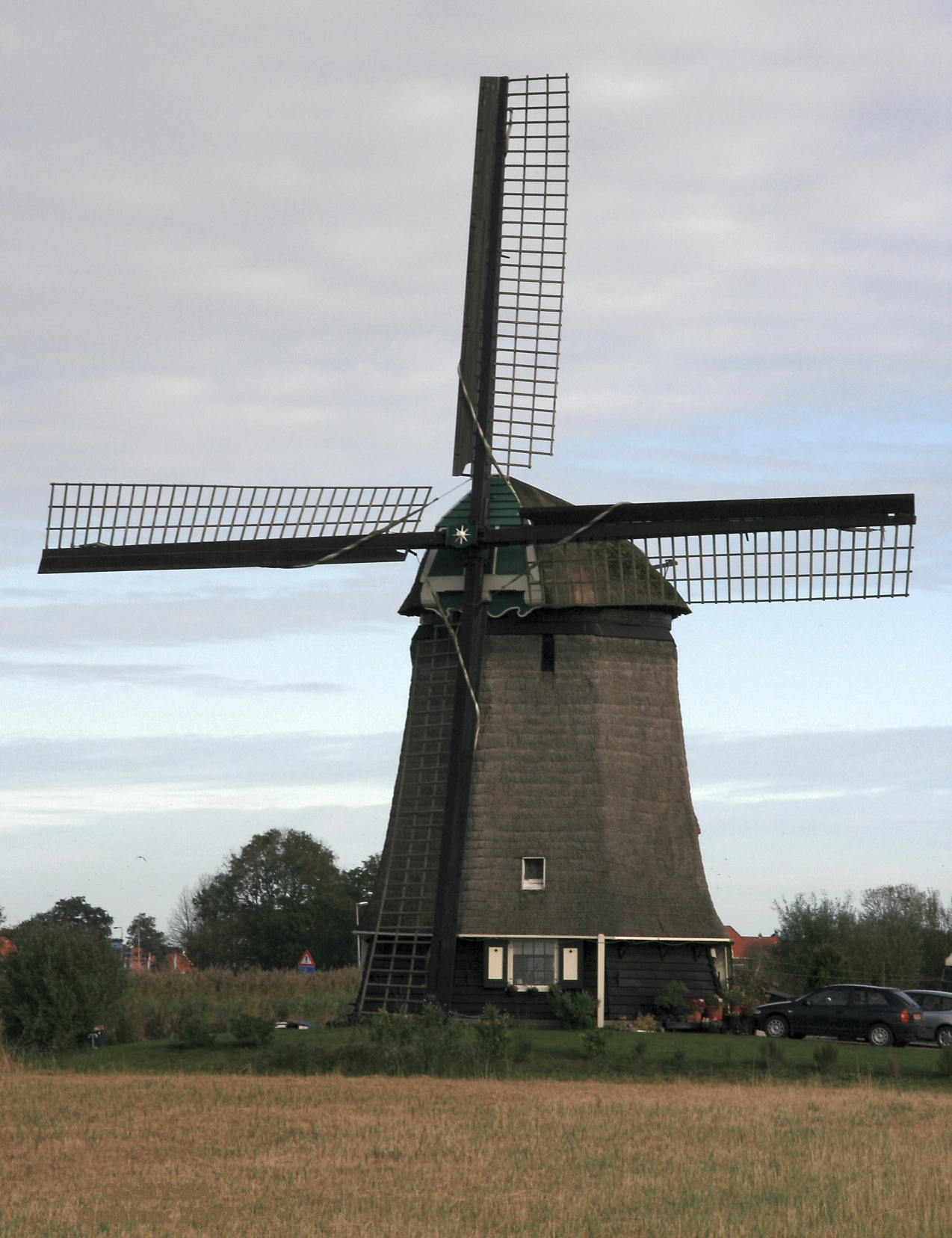
Strijkmolen K bij Rustenburg

## Geboren
- Linda Bakker (1993), voetballer